# آب باری
آب باری، روستایی از توابع بخش مرکزی شهرستان لارستان در استان فارس ایران است.

## جمعیت
این روستا در دهستان حومه قرار دارد و براساس سرشماری مرکز آمار ایران در سال ۱۳۸۵، جمعیت آن زیر سه خانوار بوده‌است.